# سیارک ۱۵۷۲۸
سیارک ۱۵۷۲۸ (به انگلیسی: 15728 Karlmay، نامگذاری:1990TG11) پانزده هزار و هفتصد و بیست و هشتمین سیارک کشف شده‌است که در ۱۱ اکتبر ۱۹۹۰ کشف شد.
قدر مطلق سیارک برابر ۱۴٫۹۰ است.